# Carl Berg (filolog)
Carl Berg,  född den 20 juni 1812 i Kolding, död den 12 januari 1895 på Frederiksberg, var en dansk skolman och filolog. 
Berg blev 1846 överlärare vid metropolitanskolan i Köpenhamn och var 1864–1889 rektor vid Frederiksborgs lärda skola, som han ställde i organisk förbindelse med det kommunala skolväsendet. Av hans skrifter kan nämnas: Græsk formlære (1843; 7:e upplagan 1892), Græsk-dansk haandordbog (1864, 2:a upplagan 1885), Om sprogenes udbredelse og slægtskab (1868) och Vor ABC:s historie (1871).

## Utmärkelser
- Riddare av Dannebrogorden, 1882
- Dannebrogsmännens hederstecken, 1889